# 6 Hydrae
6 Hydrae (a Hydrae) é uma estrela na direção da Hydra. Possui uma ascensão reta de 08h 40m 01.52s e uma declinação de −12° 28′ 31.3″. Sua magnitude aparente é igual a 4.98. Considerando sua distância de 419 anos-luz em relação à Terra, sua magnitude absoluta é igual a −0.57. Pertence à classe espectral K3III.